# Conférences de Carême catholiques

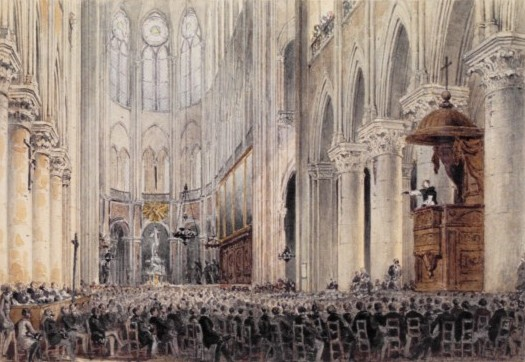
Lacordaire donnant sa conférence de Carême, à Notre-Dame de Paris (aquarelle de 1845)

Les Conférences de Carême (également appelées Conférences de Notre-Dame) sont les sermons donnés chaque année, les cinq dimanches de carême, durant l’office des Vêpres célébré dans la cathédrale Notre-Dame de Paris. Fondées en 1835 à l’initiative de Frédéric Ozanam (qui suggéra lui-même le nom de ‘Conférences’) avec Lacordaire comme premier conférencier, elles attirèrent immédiatement les foules. Les conférences évoluèrent au fil des années. Du brillant exercice d’éloquence sacrée qui au XIXe siècle donnait grand prestige au ‘Titulaire de la chaire de Notre-Dame’, elles ont pris, après Vatican II, un aspect pluriforme et davantage interactif. Depuis 2019, elles ont renoué avec le prédicateur unique.

## Histoire

### La fondation des missions, prélude aux Conférences

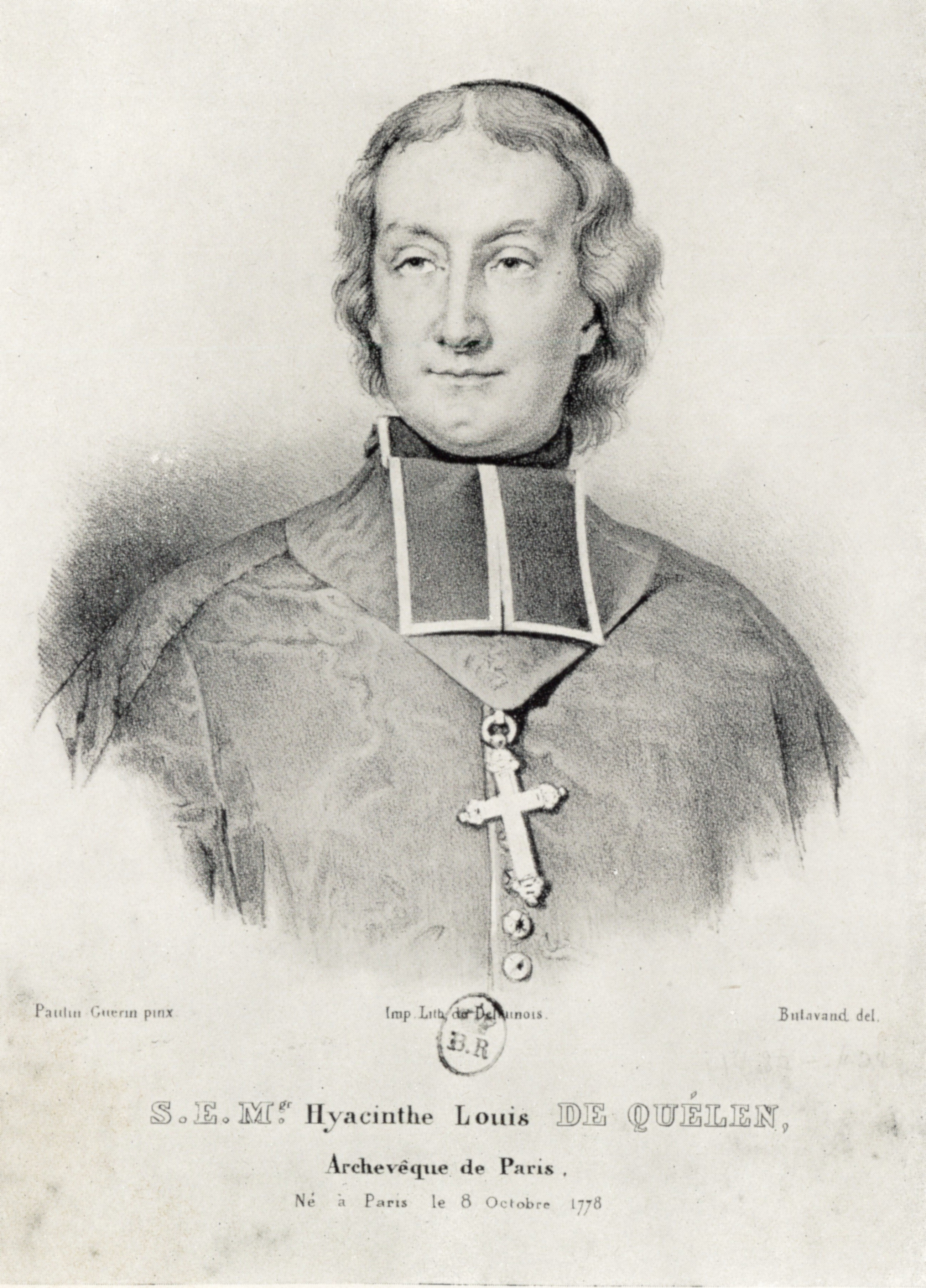
Hyacinthe Louis de Quélen (1778-1839), archevêque de Paris

Hyacinthe-Louis de Quélen, évêque coadjuteur d'Alexandre-Angélique de Talleyrand-Périgord, lui succède à son décès le 20 novembre 1821 sur le siège épiscopal de Paris. Dès le début de son épiscopat, il encourage la fondation de la société missionnaire de France, établie au mont Valérien. Le principe de la mission consiste pour un corps de prêtres missionnaires à séjourner dans les paroisses environ deux mois, à prêcher des “exercices” deux fois par jour et à tenir une permanence de confession. La mission se termine en apothéose par les communions sacramentelles. Le 28 octobre 1821, Hyacinthe-Louis de Quélen préside l’ouverture à Saint-Étienne du Mont, ainsi que sur trois autres paroisses environnantes. Cette initiative pastorale est troublée par de nombreux incidents fomentées par des perturbateurs anticléricaux soutenus entre autres par le  journal libéral Le Constitutionnel. Les dernières missions diocésaines dans les paroisses se déroulent en décembre 1823 à Saint-Merry, à Saint-Jean-Saint-François et à Notre-Dame des Blancs Manteaux. Elles continuent, dans deux lieux uniquement jusqu’en 1830, à Sainte-Geneviève et au mont Valérien où sont établis les missionnaires, mais le public s’étiole. En 1833, Hyacinthe-Louis de Quélen livre la raison de cette interruption dans un mémoire adressé au pape Grégoire XVI où il dénonce l’activisme des anticléricaux et la timidité du pouvoir à faire respecter l’ordre.

### Une demande d’étudiants catholiques
En janvier 1833, trois étudiants de la Faculté de droit de paris, Frédéric Ozanam, Le Jouteux et Montazet, demandent sous forme d’une pétition, l’organisation de conférences religieuses. Celle-ci, bien accueillie par l’archevêque, n’aboutit à aucune décision.
En janvier 1834, Frédéric Ozanam accompagné de Lallier et Lamache réitèrent leur demande pour recevoir : « un enseignement “qui sortit du ton ordinaire des sermons” et qui traitât des questions qui préoccupaient alors la jeunesse notamment des rapports de la religion avec la société contemporaine ». Ils proposent comme prédicateur Henri Lacordaire, Hyacinthe-Louis de Quélen accède à leur demande mais fait appel à sept prédicateurs différents pour chaque station : Dupanloup, Pététot, Jammes, Annat, Veyssière, Thibaut et Dassance. L’originalité des conférences consiste à identifier une problématique contemporaine, mais les prédicteurs chargés par l’archevêque d’en traiter, ne parviennent pas à sortir de la forme du sermon convenu.

### Les conférences de Lacordaire au collège Stanislas
Bien qu’il soit sollicité pour ces premières conférences, l’abbé Lacordaire se récuse car il n’est pas d’accord sur le principe de la pluralité des prédicateurs qui a l’inconvénient de morceler l’enseignement et d’en perdre la cohérence. Il s’attèle à une série de conférences qu’il donne à la chapelle du collège Stanislas et qui rencontrent un grand succès. Ce succès suscite, dans le clergé, de la jalousie ; et de la surprise quant à la tonalité des conférences. Le 14 avril 1834, Lacordaire doit interrompre ses conférences à la demande de l’archevêque et sur la pression du gouvernement.

### L’appel de l’archevêque à Lacordaire
Mais en 1835, Hyacinthe-Louis de Quélen propose à l’abbé Lacordaire la prédication du prochain carême à Notre-Dame de Paris. Dans la discussion avec l’orateur, l’archevêque accepte que le prédicateur ne lui confie que le plan des conférences et non le texte final, le canevas devant cependant être examiné au préalable par un vicaire général. C’est l’abbé Affre qui est choisi par Lacordaire comme Hyacinthe-Louis de Quélen lui en a laissé le choix.

### Succès, critiques et retrait de Lacordaire
Si Hyacinthe-Louis de Quélen et le large auditoire de la cathédrale furent conquis, Thierry Foisset biographe de Lacordaire signale que « le vieux clergé » n’apprécie ni le fond ni la forme de la rhétorique de l’abbé Lacordaire à qui on reproche « l’inexactitude théologique de son langage (…) et de parler des choses de la religion dans un esprit trop moderne ».
Les Conférences de carême eurent immédiatement un grand retentissement. Frédéric Ozanam note un peu plus tard : «Il nous semblait assister à la résurrection religieuse de la société actuelle».[réf. souhaitée]
Pour s’adresser à l’ensemble de la société, Lacordaire et ses amis choisissent le titre, alors nouveau, de « conférences » plutôt que celui des « sermons » de Carême. À tous ses contemporains, quelle que fût leur position, Lacordaire parlait en témoin de la foi catholique dans les questions majeures que posait à la conscience humaine l’évolution de la société. Le souci d’une formation chrétienne, chez tous les jeunes gens qui retrouvent ou rejoignent l’Église, anime en profondeur les conférenciers durant le XIXe siècle.[réf. souhaitée]
Lacordaire prêche le carême de 1837 et fait part à l’archevêque de son souhait de se retirer à Rome pour parfaire sa formation théologique.
« Je laisse, dit-il, entre les mains de mon évêque cette chaire de Notre-Dame désormais fondée, fondée par lui et par vous, et par le pasteur et par le peuple. Un moment ce double suffrage a brillé sur ma tête : souffrez que je l’écarte de moi-même, et que je me retrouve seul quelque temps devant ma faiblesse et devant Dieu. »
Lacordaire ne prêchera pas d’autre carême à Notre-Dame de Paris, cependant on le retrouve en 1843 pour une série de sept conférences sur le thème des effets de la doctrine catholique sur l’esprit.

### Pérennité des Conférences
Le Père Xavier de Ravignan, jésuite, assure le carême de 1837.
Les conférences de Carême s’adressent à tous ceux qui viennent écouter le conférencier. En outre, la diffusion par France Culture, Radio Notre Dame, KTO élargit cette perspective : les conférenciers s’adressent aux croyants comme aux non-croyants.

## Les Conférenciers
Depuis 1835 près d’un millier de conférences ont été données. Jésuites et Dominicains vont souvent alterner dans ces exercices d’éloquence sacrée:Les dominicains occupent le premier quart du XXe siècle (avec l’interruption d’un Oratorien). Une mention spéciale doit être faite de Marie-Albert Janvier o.p., qui occupa cette chaire pendant 22 ans, de 1903 à 1924.
- 1835 à 1836 : Jean-Baptiste Lacordaire (Dominicain à partir de 1837)
- 1837 à 1846 : Xavier de Ravignan s.j.
- 1847 à 1852 : Claude-Henri Plantier[11]
- 1853 à 1870 : Célestin Joseph Félix s.j.
- 1871 : Marie-Joseph Ollivier o.p.
- 1872 à 1890 : Jacques Monsabré o.p.
- 1891 à 1896 : Maurice d'Hulst
- 1897 : Marie-Joseph Ollivier o.p.
- 1898 à 1902 : Etourneau o.p.
- 1903 à 1924 : Janvier o.p.
- 1925 à 1927 : Sanson, Oratorien (dont les textes sont rédigés par son confrère, le philosophe Lucien Laberthonnière, alors interdit de parole).
- 1929 à 1937 : Henri Pinard de la Boullaye s.j.
- 1938 à 1940 : Georges Chevrot
- 1941 à 1945 : Panici s.j.
- 1946 à 1955 : Michel Riquet s.j.
- 1956 à 1958 : Blanchet
- 1959 à 1966 : Ambroise-Marie Carré o.p.
- 1967 à 1970 : Joseph Thomas s.j.
- 1971 à 1974 : André Brien
- 1975 à 1978 : Bernard Bro o.p.
- 1979 à 1981 : Louis Sintas s.j.
- 1982 à 1984 :  Jean-Jacques Latour
- 1985 à 1987 : Jean-Yves Calvez s.j.
- 1988 à 1991 : Gérard Defois, archevêque de Sens.
- 1992 à 1994 : Jean-Miguel Garrigues o.p.
- 1995 à 1997 : Jean-Louis Bruguès o.p.
- 1998 à 1999 : Jean-Robert Armogathe
- Année jubilaire 2000 : des archevêques des cinq continents
- 2001 : cardinal Joseph Ratzinger (Benoît XVI)
- 2002 :  Joseph-Marie Verlinde
- 2003 :  cardinal Paul Poupard
- 2004 : Thème : « Qui nous fera voir le bonheur ? » par les cardinaux des diocèses partenaires du Congrès International pour la Nouvelle Évangélisation (Lustiger, Schönborn, Erde, Policarpo, Danneels).

## Une nouvelle dynamique
L’année 2005, les conférences ont pris une nouvelle forme. Plusieurs conférenciers, autour d’une table sont engagés dans un dialogue où la foi chrétienne et la pensée contemporaine s’expliquent l’une l’autre sur un grand sujet de société. Elles sont suivies de la célébration des vêpres dominicales et de l’Eucharistie.
- En 2005 : Thème : Foi et Raison : Les conférences sont confiées à Jean-Luc Marion, Frédéric Louzeau,Marcel Gauchet, Antoine Guggenheim, Marguerite Harl, Philippe Sers, Catherine Grenier, Patrick Faure, Jean-Louis Chrétien et sont conclues par le cardinal Cottier.
- En 2006 : Thème : Voici l’homme. Y participent : Jean Vanier, Axel Kahn, Marguerite Léna, Michel Serres, Anne-Marie Pelletier, Julia Kristeva, Brice de Malherbe, Marie de Hennezel, Henry de Villefranche, Claude Vigée, conclusion par Pierre d'Ornellas.
- En 2007 : Thème : Qu’est-ce que la Vérité ? — Les conférences sont confiées à Pierre Manent, Michel Fédou, Philippe Boutry, Gérard Pelletier, Francis Balle, Bruno Frappat, Valère Novarina, Jérôme Alexandre, Monette Vacquin, Alain Mattheeuws et sont conclues par André Vingt-Trois.
- En 2008 : Thème :  Qui dites-vous que je suis ? —  Les conférences sont confiées à Claude Lepelley, professeur d'Histoire romaine à l'Université de Paris X-Nanterre, ancien directeur de l'Institut des études augustiniennes (1987-2000) et ancien président de la Société nationale des antiquaires de France (2003-2004), Rafic Nahra, Jean de Loisy, Benoît Chantre, François Villeroy de Galhau, Édouard Herr, Maurice Godelier, Jérôme Beau, Fabrice Midal, Rémi Brague et sont conclues par le cardinal André Vingt-Trois.
- En 2009 : Thème : Saint Paul, juif et apôtre des nations : sa personnalité, sa mission (deuxième millénaire de la naissance de l’apôtre Paul).
- En 2010 : Thème : Vatican II, une boussole pour notre temps.
- En 2011 : Thème : La famille : héritage ou avenir ? — Les conférences sont données par Martine Segalen et Jacques de Longeaux, Olivier Rey et Frédéric Louzeau, Françoise Dekeuwer-Defossez et Alexis Leproux, Antoine et Stéphanie Bonasse et Philippe Bordeyne, Jacques Arènes et Antoine Renard (président des Associations familiales catholiques), Pierre d'Ornellas.
- En 2012 : Thème : La solidarité: une exigence et une espérance. Les conférences sont confiées à Angelo Scola, Emmanuel Faber, Jean-Pierre Jouyet et Gaël Giraud, Jérôme Vignon, Philippe Pelletier et Jacques Trublet, Andrea Riccardi.
- En 2013 : Thème : Année de la foi. Les conférences sont données par le cardinal Vingt-Trois, archevêque de Paris, et ses cinq évêques auxiliaires. Elles sont suivies d'un moment de prière.
- En 2014 : Thème : L'homme, un être appelé. Les conférences sont données par Renauld de Dinechin, Michel Aupetit, Bruno Lefèvre Pontalis, Éric de Moulins-Beaufort, Jérôme Beau et le cardinal André Vingt-Trois (le dimanche des Rameaux).
- En 2015 : Thème : Année de la vie consacrée. Les conférences sont données par François Cassingena-Trévedy OSB, Marie-Laetitia Calmeyn, Frère Aloïs (Taizé), Cécile de Jésus-Alliance OCD, Marguerite Léna SFX et Philippe Lefèbvre OP.
- En 2016 : Thème : Le sens spirituel des cultures. Les conférences sont données par Rémi Brague, Barthélémy Adoukonou, Claire Forestié-Daudin, Sylvie Barnay-Manuel, Caroline Roux.
- En 2017 : Thème : Culture et évangélisation, le Christ et la culture. Les conférences sont données par Olivier Boulnois, Michael Edwards, Denis Dupont-Fauville.
- En 2018: Thème La culture un défi pour l'évangélisation. Les conférences sont données par Fabrice Hadjadj, Valère Novarina, Jacques Cazaux.

## Retour aux origines et délocalisation temporaire
En 2019, Michel Aupetit, archevêque de Paris, a souhaité renouer avec la tradition d'un prédicateur unique et d'une prédication kérygmatique et populaire.
- 2019 : Guillaume de Menthière, curé de Paris et théologien, chanoine de la cathédrale Notre-Dame de Paris, Allons-nous quelque part ? Avec le Ressuscité faire route vers Emmaüs.[12]

À la suite de l'incendie du 15 avril 2019, les conférences de Carême trouvent refuge à l'église Saint-Germain-l'Auxerrois, qui accueille également les offices du chapitre de la cathédrale Notre-Dame de Paris.
- 2020 : Guillaume de Menthière, L’Église vraiment sainte ?[13]
- 2021 : Guillaume de Menthière, L’homme, irrémédiable ? Rends-nous la joie de ton Salut ![14]
- 2022 : Jean-Louis Bruguès, archevêque-évêque émérite d'Angers et théologien, … voici la lourde nef ![15]
- 2023 : Bernard Podvin, Missionnaire de la Miséricorde, archidiocèse de Lille, Dieu fait du neuf aujourd’hui. Ouvrons les yeux.
- 2024 :

En 2025, à la suite de la réouverture de la cathédrale, les conférences de Carême retrouvent, comme les différents offices du chapitre, l’écrin originel de la cathédrale intégralement restaurée :
- 2025 : Cycle de conférences intitulé « Notre-Dame, Reine de la Paix… du Magnificat à l’Apocalypse »[16] : la thématique s’attache à la figure mariale et le lien entre la cathédrale et la Vierge Marie. Les conférences sont données par Laurence Devillairs, Sylvain Dieudonné, Éric Lebrun, le père Gilles Drouin et sœur Anne Lécu.